# 姑臧県
姑臧県（こぞうけん）は、かつて中国に存在した県。現在の甘粛省武威市一帯に位置した。

## 歴史
涼州の治所で、十六国前涼と後涼の都となった他、南涼と北涼も都を置いたことがあり「五涼古都」と称される。
元は匈奴が築いた城塞（現在の武威鎖陽城城址とされる）であり、「蓋臧」が転訛して姑臧となったとされる。城が龍の形をしていたことから「臥龍城」とも呼ばれる。前漢になると臧県が置かれ、武威郡に属した。後漢に入ると武威郡の治所となった。漢族・羌・匈奴ら多様な民族が雑居しており、東西交易の要衝であったため河西において富裕となった。
三国魏の代に涼州の治所となった。晋の永寧元年（301年）に張軌が涼州刺史となると姑臧から涼州を治めた。八王の乱による戦乱を避けて中原の人士が涼州へ移住し、姑臧は漢族文化の重要な拠点・仏学東伝の要地となった。晋が東遷すると前涼の都となり、元来あった姑臧城の外に城壁を4つ築き、文化と経済が繁栄した。升平20年 / 建元12年（376年）に前涼が前秦に滅ぼされると七千余戸が宣昭帝の命によって関中に移住させられた。太安元年（385年）に呂光が涼州刺史となると翌太安2年（386年）に自立して後涼を建て、姑臧を都とした。西域から来た高僧鳩摩羅什がこの地で講経し、仏教が大いに栄えた。
弘始8年（406年）、後秦の文桓帝から涼州刺史に任じられた南涼の景王が姑臧に進駐し、嘉平元年（408年）に楽都から都を移した。嘉平3年 / 永安10年（410年）に北涼の武宣王が兵3万を率いて姑臧を攻略した。玄始元年（412年）に張掖から都を移し、姑臧の南に位置する天梯山に大仏像を建立した。武宣王から国師と仰がれた西域僧の曇無讖は『大般涅槃経』など十数部の経典を訳出した。
承和7年/ 太延5年（439年）に北魏が北涼を降すと、姑臧城内の二十余万戸を収めた。姑臧県は林中県と改名されたが、武威郡の治所であり続けた。隋末唐初に李軌が涼を建てるとその都とし、唐代は吐蕃に占領された。清代に武威県と改名された。